# Лягавож (приток Ыджидляги)
Лягавож — река в России, протекает по территории Троицко-Печорского района Республики Коми. Устье реки находится в 17 км по левому берегу реки Ыджидляга. Длина реки составляет 36 км.
Река берёт начало на Северном Урале, в расселине между хребтами Яныпупунёр и Маньпупунёр. Неподалёку расположен исток Печоры.
Течение носит горный характер, генеральное направление течения — север и северо-запад. Всё течение проходит в ненаселённой холмистой тайге на территории Печоро-Илычского заповедника. Ширина реки в верхнем течении 5-10 метров, в среднем и нижнем течении около 15 метров. Скорость течения в верхнем и среднем течении 1,0 м/с, в нижнем течении около 0,6 м/с. Крупнейший приток — Ангрип (левый).

## Данные водного реестра
По данным государственного водного реестра России относится к Двинско-Печорскому бассейновому округу, водохозяйственный участок реки — Печора от истока до водомерного поста у посёлка Шердино, речной подбассейн реки — Бассейны притоков Печоры до впадения Усы. Речной бассейн реки — Печора.
Код объекта в государственном водном реестре — 03050100112103000058778.